# مارك اولسن
مارك اولسن (بالدنماركية: Marc Olsen)‏ (15 يناير 1986 بالدنمارك - ) هو لاعب كرة قدم دانمركي في مركز الوسط. لعب مع فيدوفري ونادي بروندبي ونادي سوندرييسكه وPort Melbourne SC ‏.

## وصلات خارجية
- مارك اولسن على موقع قاعدة بيانات كرة القدم.إي يو (الإنجليزية)